# Friederike Hauffe

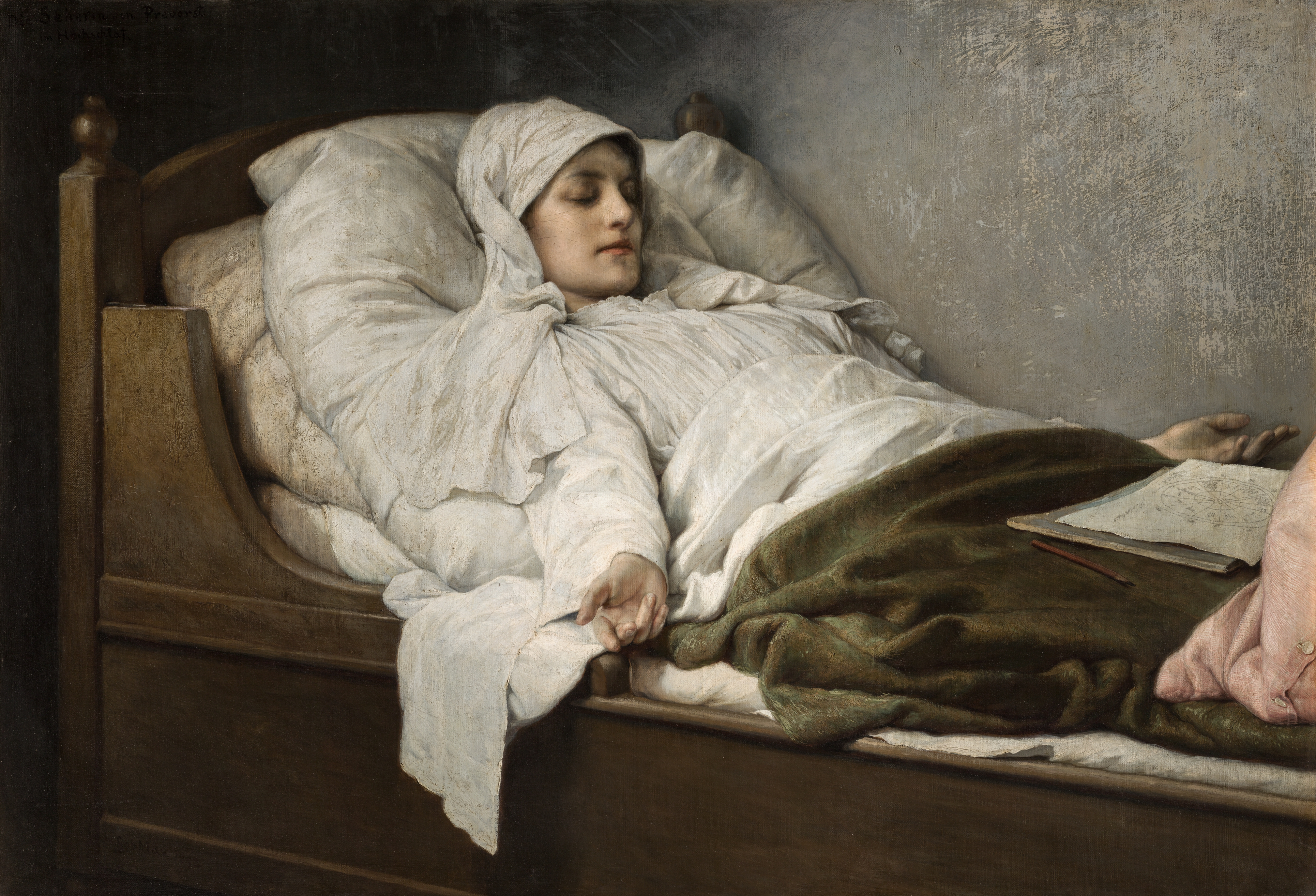
Die Seherin von Prevorst im Hochschlaf. Ölgemälde von Gabriel von Max (1892)

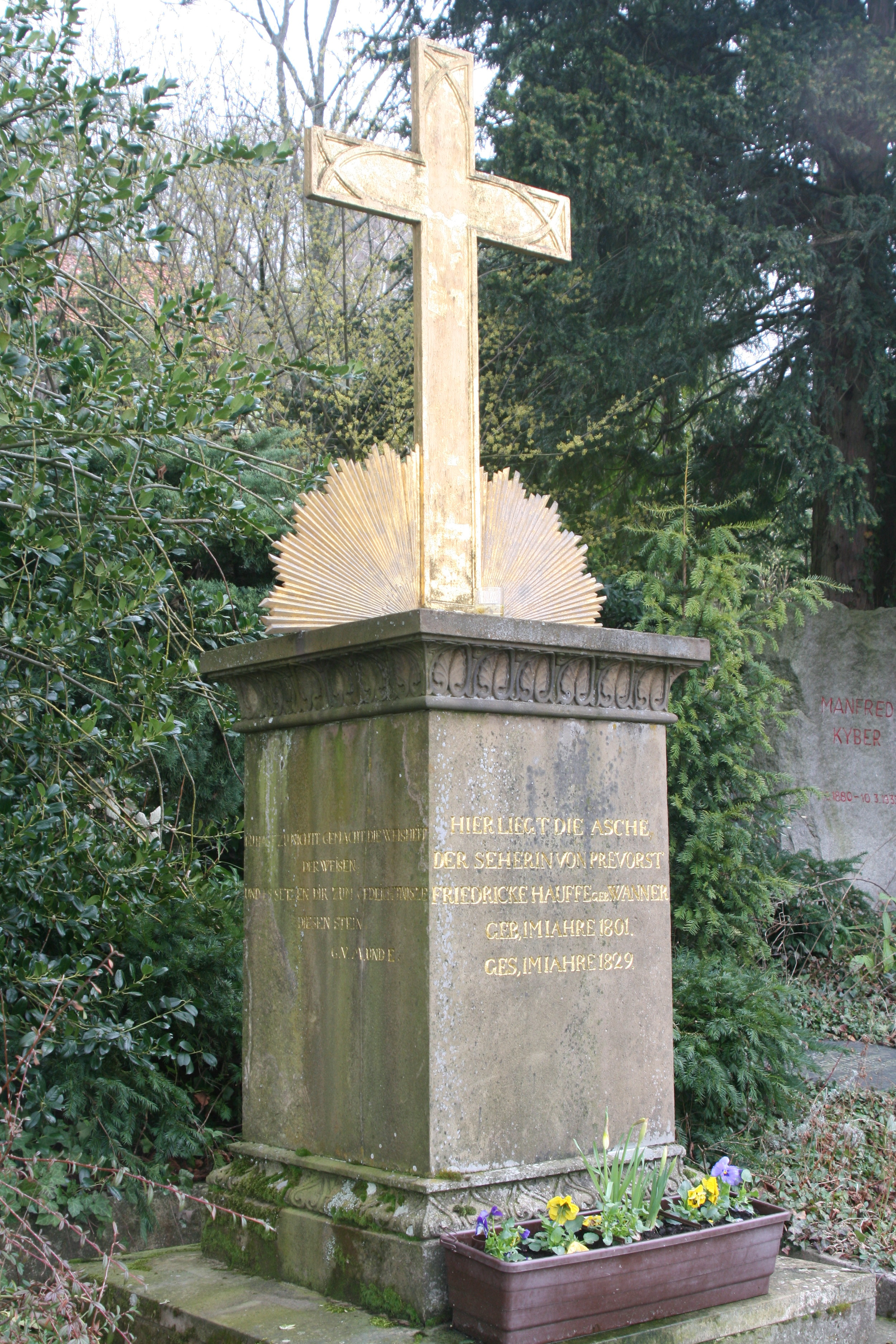
Grab Friederike Hauffes auf dem Waldfriedhof in Löwenstein

Friederike Hauffe (* 23. September 1801 in Prevorst; † 5. August 1829 in Löwenstein; geborene Friederike Wanner) wurde bekannt als Seherin von Prevorst. 
Friederike Wanner war die Tochter des Prevorster Revierförsters. In ihrer Jugend, während der sie als gesund und lebhaft beschrieben wird, hielt sie sich viel bei ihrem Großvater Schmidgall in Löwenstein auf. Vom 17. bis zum 19. Lebensjahr lebte sie bei den Eltern in Oberstenfeld. 1821 heiratete sie ihren Cousin, den Kaufmann Gottlieb Hauffe aus Kürnbach. Gemeinsam hatten sie zwei Kinder. Während Geschäftsreisen ihren Mann durch Südwestdeutschland führten, zeigten sich bei der in Kürnbach lebenden Friederike um 1825 Symptome, die zu der Zeit als „Dämonen- und Geisterbesessenheit“ interpretiert wurden. Sie soll Stimmen und Lichterscheinungen wahrgenommen und angeblich Geschehnisse vorausgesagt haben. Ein Ölgemälde von 1892 zeigt sie im Zustand des „Hochschlafs“, worunter von Anhängern des Mesmerismus ein Hellsehen im Schlaf verstanden wurde.
Vom 25. November 1826 bis zu ihrem Tod behandelte Oberamtsarzt Justinus Kerner, der mit dem Maultrommelvirtuosen Carl Eulenstein in Verbindung stand, ihre als Somnambulismus diagnostizierte Krankheit mit den Methoden der magnetischen Striche nach der Magnetotherapie von Franz Anton Mesmer, indem er ihr unter anderem auf einer Maultrommel vorspielte oder mit Hilfe der Maultrommel ihr Trinkwasser „magnetisierte“. 
Friederike Hauffe verbrachte die letzten beiden Jahre ihres Lebens in Kerners Haus in Weinsberg, das dadurch zum Besuchsziel von Unbekannten und Bekannten wurde: Franz von Baader, Joseph Görres, Friedrich Wilhelm Joseph von Schelling, Gotthilf Heinrich von Schubert, Johann Karl Passavant, Friedrich Schleiermacher und Karl August von Wangenheim.
Kerners Krankenbericht Die Seherin von Prevorst, 1829 als Roman veröffentlicht, wurde ein Bestseller seiner Zeit. Ein vergleichbarer Fall soll 1842 in Möttlingen (Gottliebin Dittus) aufgetreten sein (siehe Johann Christoph Blumhardt).